# Otto Šimánek

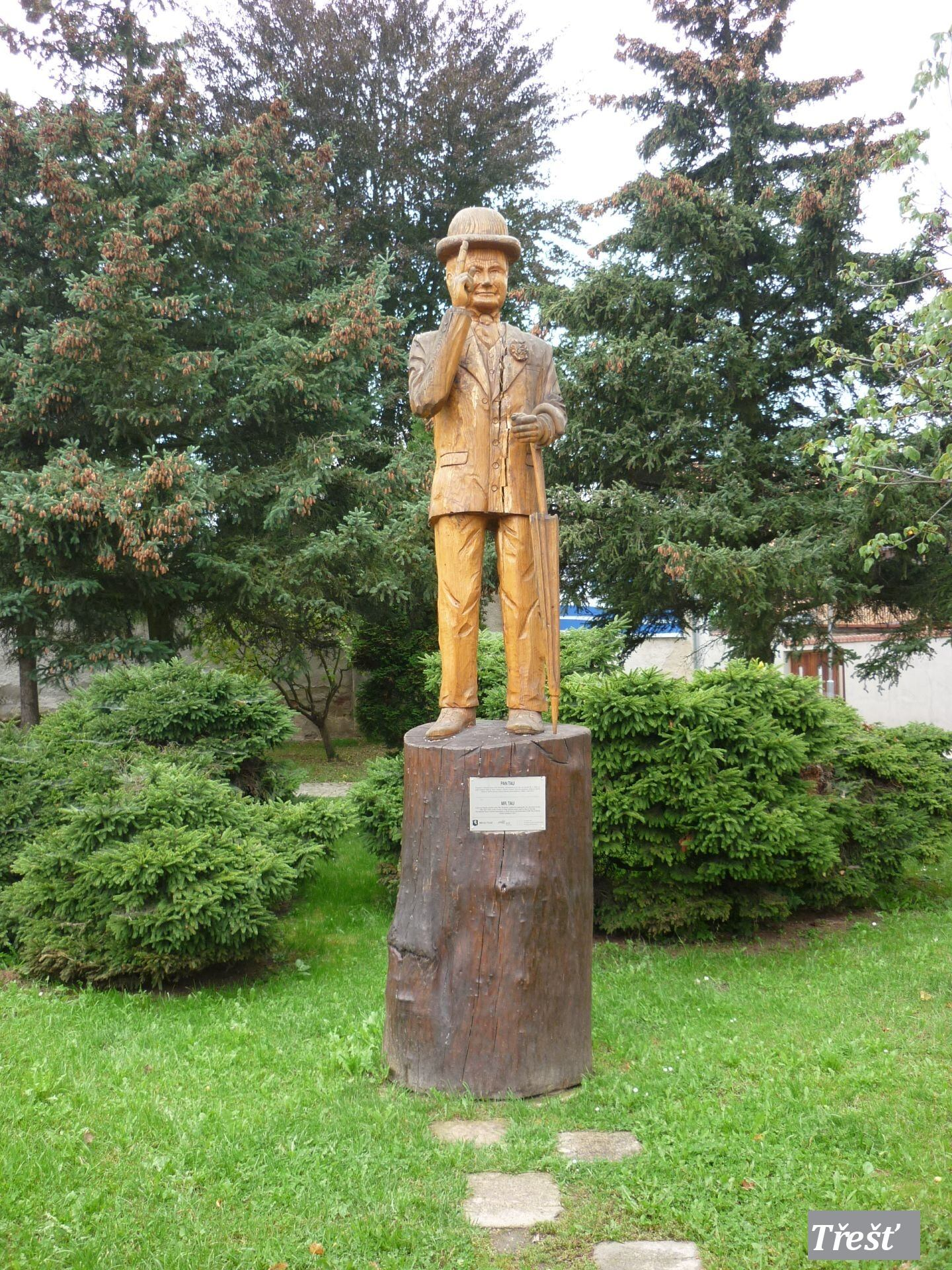
Statue commémorative inaugurée en 2011 face à sa maison natale.

Otto Šimánek (né le 28 avril 1925 à Třešť et mort le 8 mai 1992  à Prague) est un mime et un acteur tchèque.

## Biographie
Otto Šimánek s'est particulièrement rendu célèbre en Europe au travers du personnage de Pan Tau (Monsieur Tau, Monsieur Rosée dans la version en français).

## Filmographie
- 1967 : Inzerat
- 1969 : Světáci : un homme
- 1970-1978 : Pan Tau, Monsieur Rosée, 33 épisodes sous la direction de Jindřich Polák et écrits par Ota Hofman.
- 1988 : Pan Tau, le film.